# Łukasz Błaszczak
Łukasz Błaszczak (ur. 5 lutego 1977 roku) – polski prawnik, profesor nauk prawnych, cywilista, specjalista w zakresie postępowania cywilnego, profesor Uniwersytetu Wrocławskiego, wykładowca akademicki, radca prawny, adwokat. Arbiter orzekający w postępowaniach prowadzonych przed Sądem Arbitrażowym przy Konfederacji Lewiatan w Warszawie.

## Życiorys

### Działalność naukowa oraz zawodowa
W 2005 roku zdał egzamin radcowski i został wpisany na listę radców prawnych przy Okręgowej Izbie Radców Prawnych we Wrocławiu. Obecnie wykonuje zawód radcy prawnego. Od 2020 roku wpisany jest również na listę adwokatów przy Okręgowej Radzie Adwokackiej we Wrocławiu.
W 2006 roku uzyskał stopień doktora nauk prawnych na podstawie rozprawy pt. Pozycja handlowej spółki osobowej w procesie cywilnym (opublikowanej w wydawnictwie TNOiK w 2006 roku) (promotor Elwira Marszałkowska-Krześ). W 2011 roku  uzyskał stopień doktora habilitowanego nauk prawnych na podstawie rozprawy habilitacyjnej pt. Wyrok sądu polubownego w postępowaniu cywilnym, Warszawa 2010. W 2020 roku Prezydent RP Andrzej Duda nadał mu tytuł profesora nauk prawnych.
W 2008 roku otrzymał stypendium Fundacji na Rzecz Nauki Polskiej, przyznawane za wybitne osiągnięcia dla młodych uczonych będących na początku kariery naukowej i posiadających udokumentowane osiągnięcia w swojej dziedzinie badań.
Redaktor naczelny kwartalnika „ADR. Arbitraż i Mediacja”, pełniący tę funkcję od 2008 r., czyli od początku istnienia czasopisma. Członek Kolegium Redakcyjnego kwartalnika "E-Przegląd Arbitrażowy".
Od 2003 roku nieprzerwanie pracuje w Zakładzie Postępowania Cywilnego na Wydziale Prawa, Administracji i Ekonomii Uniwersytetu Wrocławskiego. Pełni także funkcje kierownika Centrum Mediacji i Arbitrażu przy Wydziale Prawa, Administracji i Ekonomii Uniwersytetu Wrocławskiego.
Kilkakrotnie przebywał na stażach naukowych za granicą.
Recenzent i promotor prac doktorskich. Uczestnik i prelegent wielu konferencji naukowych, zarówno krajowych, jak i zagranicznych.

## Dorobek naukowy (wybrane publikacje)
Autor przeszło 140 publikacji naukowych, na które składają się artykuły oraz opracowania książkowe.
Współredaktor i współautor opracowań zbiorowych z zakresu prawa procesowego cywilnego:
• „Dowody i postępowanie dowodowe w sprawach cywilnych”, red. Ł. Błaszczak, K. Markiewicz, Warszawa 2015
•  „Konstytucjonalizacja postępowania cywilnego”, red. Ł. Błaszczak, Wrocław 2015
• „Mediacja w sprawach gospodarczych. Praktyka-teoria-perspektywy”, red. A. Torbus, Warszawa 2015
•  „Rola biegłego w postępowaniach sądowych”, red. Ł. Błaszczak, K. Markiewicz, Wrocław 2016
Autor następujących monografii:
•  „Pozycja handlowej spółki osobowej w procesie cywilnym”, Toruń 2006;
•  „Wyrok sądu polubownego w postępowaniu cywilnym”, Warszawa 2010;
•  „Charakter prawny zrzeczenia się roszczenia w procesie cywilnym”, Wrocław 2017;
•  „Nadużycie prawa procesowego w postępowaniu arbitrażowym”, Warszawa 2018;
•  „Zarzut potrącenia w procesie cywilnym (art. 2031 KPC)”, Warszawa 2019;
•  „Powództwo oczywiście bezzasadne. Artykuł 191(1) KPC", Warszawa 2021;
•  „System Postępowania Cywilnego. Dowody w postępowaniu cywilnym", tom 2, red. Ł. Błaszczak, Warszawa 2021;
•  „Fikcja prawna w prawie procesowym cywilnym”, Warszawa 2024.
Autor glos do orzeczeń sądów, artykułów publikowanych w czasopismach prawniczych, m.in. w "Palestrze", "ADR. Arbitraż i Mediacja", "Przeglądzie Sądowym", "Polskim Procesie Cywilnym” oraz w "Studiach Prawno-Ekonomicznych".